# 第82集団軍
第82集団軍（第82集团军、元第38集団軍）とは、中国人民解放軍陸軍の軍級部隊。中部戦区に所属する。
実験・試験部隊の性格も有し、常に最新の装備が導入され、配下部隊のデジタル化も進められているなど、人民解放軍最強戦力と目される集団軍である。「万歳軍」の称号を有する。

## 歴史
第38集団軍の前身は、1946年8月に編成された東北民主連軍第1縦隊である。

### 前史
第38集団軍配下の第112師の前身は、彭徳懐が率いた湘軍第5師第1団であり、1928年に平江起義を起こして工農紅軍第5軍となった。1930年、紅5軍を主力とする紅3軍団は、湖南省の長沙を占領した。紅3軍団は、日中戦争中、八路軍第115師第343旅第686団となり、平型関の戦闘に参加した。1939年、山東軍区第1師に改編され、山東を根拠地とした。
第113師の前身は、徐海東が指揮する紅25軍の一部であり、長征中に孤軍奮闘しつつ、陝北に到達した。日中戦争中、八路軍第115師第344旅に改編され、華北に赴いたが、その一部は山東に入り、山東軍区第2師となった。
第114師の前身は、張学良の東北軍第53軍第111師であり、日中戦争中、地下党員の万毅将軍の指揮の下、山東で起義を起こし、八路軍に編入された。
対日戦勝後、山東軍区第1師、第2師は、東北部に進軍した。その後、第1師、第2師と第111師から、東北民主連軍第1縦隊が編成され、李天佑将軍が司令に任命された。1947年、東北野戦軍第1縦隊に改称された。

### 国共内戦
国共内戦中、第1縦隊は、東北野戦軍の主力となり、最北端の松花江から滇越の辺境まで延べ5000kmを転戦し、「四戦四平」等で活躍した。遼瀋戦役後の1948年11月、第1縦隊は第38軍に改編され、配下の第1師は第112師に、第2師は第113師に、第3師は第114師に改称され、遼北独立第10師が編入されて第151師に改称された。
第38軍は、平津戦役において天津攻撃の主攻を務め、天津警備司令陳長捷を捕虜にした。その後、宣沙、衡宝、広西、滇南等の戦役に参加した。

### 朝鮮戦争
1950年、第38軍は、第13兵団の編成下で朝鮮戦争に参加した。当時の軍長は、梁興初将軍だった。
第1次戦役において、アメリカ陸軍第1騎兵師団と遭遇したが、動作緩慢により戦機を逃し、梁興初は、中国人民志願軍の高級作戦会議上で「再び戦機を逃せば、軍法会議に送る」と罵られた。
これに奮起した梁興初の指揮の下、第38軍は、第2次戦役中に浸透任務を遂行した。配下の第113師は、韓国軍部隊を敗走させ、14時間で70kmの強行軍を行い、三所里と龍源里で突破に成功した。第335団第3連は、松骨峰を占領してアメリカ陸軍第8軍の退路を遮断し、2日間に渡り陣地を死守した。第2次戦役において、第38軍の武名は轟き、彭徳懐は、第38軍宛の電報の末尾に「第38軍万歳！」と付け加えた。以来、第38軍は、「万歳軍」と称されるようになった。
中国の中学校の教科書に収録されている「誰是最可愛的人」は、第335団の「松骨峰阻撃戦」を題材にしたもので、題名は、同部隊が志願軍中で「最可愛的人」と賞賛されたことにちなむ。
第4次戦役中、第38軍は漢江を背後にして陣地を構築し、連合軍の攻撃を撃退して、援護任務を遂行した。
朝鮮戦争中、第38軍からは3個の「二級戦闘英雄連」が誕生し、2人の「一級戦闘英雄」、14人の「二級戦闘英雄」が輩出した。

### 戦後
帰国後、東北部に駐屯した。1966年2月、第69軍と交代して保定に移り、首都警備の任に就いた。任務の重要性から第38軍は優遇され、1969年2月に自動車化軍に改編され、3個自動車化師団、1個砲兵連隊、1個ロケット砲連隊、1個高射砲連隊等から成った。1982年、第6担克師（装甲師団）、1個ヘリ大隊が増強された。
1985年、老山（中越国境紛争）に偵察部隊を派遣。
1985年、甲類集団軍に改編され、5個師団（装甲、機械化、自動車化、歩兵、砲兵）、3個旅団（ミサイル、高射砲、工兵）から成った。
1989年，天安門事件（六四天安門事件）前に中国共産党中央軍事委員会から，軍長徐勤先中将に戒厳命令が出たが、彼は拒否して免職、軍法会議で5年の有期徒刑となった。
国慶50周年閲兵式において、第38軍は、当時最新鋭の88式B型戦車（第6装甲師）、88式C型戦車（第6装甲師）、86式歩兵戦闘車（第112師第334団）、89式装甲輸送車（第113師第337団）、89式122mm自走榴弾砲、89式120mm自走対戦車砲、83式152mm自走榴弾砲、89式122mm自走ロケット砲、飛蝶-80地対空ミサイル（防空導弾旅）、武直-9戦闘ヘリコプター等を公開した。

### 現状
軍部（司令部）は、河北省保定にあるとされている。 

## 歴代軍長
| 氏名   | 階級 | 在任期間               | 出身校 | 前職 | 備考              |
| ------ | ---- | ---------------------- | ------ | ---- | ----------------- |
| 李天佑 |      | 1947年7月 - 1949年2月  |        |      | 1955年上将        |
| 梁興初 |      | 1949年5月 - 1952年5月  |        |      | 1955年中将        |
| 江擁輝 | 少将 | 1952年7月 - 1957年8月  |        |      | 1953年5月まで代理 |
| 劉賢権 | 少将 | 1957年9月 - 1960年5月  |        |      |                   |
| 鄧岳   | 少将 | 1960年5月 - 1964年8月  |        |      |                   |
| 李光軍 | 少将 | 1964年8月 - 1968年10月 |        |      |                   |
| 劉海清 | 大校 | 1968年12月 - 1972年5月 |        |      |                   |
| 朱月華 | 上校 | 1972年5月 - 1978年5月  |        |      |                   |
| 李連秀 |      | 1978年5月 - 1984年11月 |        |      | 1989年武警中将    |
| 李際均 |      | 1985年1月 - 1987年12月 |        |      | 1988年中将        |
| 徐勤先 | 少将 | 1987年12月 - 1989年5月 |        |      |                   |
| 張美遠 | 少将 | 1989年6月 - 1993年3月  |        |      |                   |
| 劉丕訓 | 少将 | 1993年3月 - 1994年12月 |        |      |                   |
| 黄信生 | 少将 | 1994年12月 - 1995年7月 |        |      |                   |
| 高中興 | 少将 | 1995年7月 - 2002年1月  |        |      |                   |
| 李少軍 | 少将 | 2002年1月 - 2007年6月  |        |      |                   |
| 王西欣 | 少将 | 2007年6月 - 2012年1月  |        |      |                   |
| 許林平 | 少将 | 2012年2月 - 2014年3月  |        |      |                   |
| 劉振立 | 少将 | 2014年3月 -            |        |      |                   |

| 氏名   | 階級 | 在任期間    | 出身校 | 前職 |
| ------ | ---- | ----------- | ------ | ---- |
| 劉西元 |      |             |        |      |
| 呉剛   | 少将 |             |        |      |
| 鄒運明 | 少将 | 2010年12月- |        |      |